# Leichtathletik-Weltmeisterschaften 2011/Teilnehmer (Ruanda)
| Gelbes Symbol für Goldmedaillen mit stilisierten Olympischen Ringen | Graues Symbol für Silbermedaillen mit stilisierten Olympischen Ringen | Braundes Symbol für Bronzemedaillen mit stilisierten Olympischen Ringen |
| ------------------------------------------------------------------- | --------------------------------------------------------------------- | ----------------------------------------------------------------------- |
| —                                                                   | —                                                                     | —                                                                       |

Der Leichtathletik-Verband Ruandas stellte bei den Leichtathletik-Weltmeisterschaften 2011 im koreanischen Daegu zwei Teilnehmer.

## Ergebnisse

### Männer

#### Laufdisziplinen
| Athlet          | Disziplin | Vorlauf      | Vorlauf | Halbfinale | Halbfinale | Finale        | Finale        |
| Athlet          | Disziplin | Zeit         | Platz   | Zeit       | Platz      | Zeit          | Platz         |
| --------------- | --------- | ------------ | ------- | ---------- | ---------- | ------------- | ------------- |
| Sylvain Rukundo | 5000 m    | 13:58,92 min | 28      |            |            | ausgeschieden | ausgeschieden |

### Frauen

#### Laufdisziplinen
| Athletin              | Disziplin | Vorlauf | Vorlauf | Halbfinale | Halbfinale | Finale | Finale |
| Athletin              | Disziplin | Zeit    | Platz   | Zeit       | Platz      | Zeit   | Platz  |
| --------------------- | --------- | ------- | ------- | ---------- | ---------- | ------ | ------ |
| Épiphanie Nyirabaramé | Marathon  |         |         |            |            | DNF    | DNF    |